# Mostacillastrum ameghinoi
Mostacillastrum ameghinoi là một loài thực vật có hoa trong họ Cải. Loài này được (Speg.) O.E. Schulz mô tả khoa học đầu tiên năm 1924.